# アン・シモンス
アン・シモンス（Ann Simons、1980年8月5日 - ）はベルギーのトンゲレン出身の柔道選手。階級は48kg級。身長161cm。現在はアントワープの市長室に勤務している。

## 人物
柔道は5歳の時に始めた。1995年のヨーロッパユースオリンピックフェスティバル44kg級で優勝を飾った。1998年のワールドカップ団体戦ではベルギーチームの一員として3位になった。また、世界ジュニア48kg級でも3位に入った。1999年のヨーロッパ選手権では3位だった。2000年にはロシア国際とオランダ国際で優勝すると、2000年シドニーオリンピックでは準々決勝でドイツのアンナ＝マリア・グラダンテに判定で敗れるも、その後の3位決定戦で北朝鮮のチャ・ヒョニャンを効果で破り、銅メダルを獲得した。2001年と2003年のヨーロッパ選手権でも3位になったが、2004年アテネオリンピックには出場できなかった。2005年の世界選手権では5位だった。2006年に引退した。2017年には現役時代にコーチからセクハラを受けていたことを告発した。

## 主な戦績
- 1995年 - ヨーロッパユースオリンピックフェスティバル　優勝(44k級)
- 1996年 - 世界ジュニア　5位
- 1997年 - ベルギージュニア国際　優勝
- 1997年 - オランダ国際　5位
- 1998年 - チェコ国際　優勝
- 1998年 - ベルギー国際　3位
- 1998年 - オランダ国際　3位
- 1998年 - ワールドカップ団体戦　3位
- 1998年 - 世界ジュニア　3位
- 1998年 - ヨーロッパジュニア　3位
- 1999年 - フランス国際　5位
- 1999年 - チェコ国際　優勝
- 1999年 - ヨーロッパ選手権　3位
- 1999年 - ヨーロッパジュニア　優勝
- 2000年 - ロシア国際　優勝
- 2000年 - チェコ国際　3位
- 2000年 - ポーランド国際　3位
- 2000年 - オランダ国際　優勝
- 2000年 - シドニーオリンピック　3位
- 2001年 - ブルガリア国際　2位
- 2001年 - ドイツ国際　2位
- 2001年 - ハンガリー国際　3位
- 2001年 - ヨーロッパ選手権　3位
- 2001年 - グランプリ・セビリア　2位
- 2002年 - オランダ国際　優勝
- 2003年 - オランダ国際　優勝
- 2003年 - ヨーロッパ選手権　3位
- 2004年 - ロシア国際　2位
- 2004年 - ドイツ国際　3位
- 2004年 - ポーランド国際　3位
- 2005年 - ブルガリア国際　2位
- 2005年 - フランス国際　3位
- 2005年 - ヨーロッパ選手権　5位
- 2005年 - 世界選手権　5位